# Kuchyňa
Kuchyňa (in ungherese Konyha, in tedesco Kuchel) è un comune della Slovacchia facente parte del distretto di Malacky, nella regione di Bratislava.